# Kaltenbach (Weiße Elster)
Der Kaltenbach ist ein linksseitiger Zufluss der Weißen Elster in Sachsen.

## Verlauf
Der Kaltenbach entspringt in der Nähe von Syrau. Sein Einzugsgebiet wurde zum Flächennaturdenkmal Kaltenbach ausgewiesen. Durch Jößnitz im Vogtland fließt er zur Weißen Elster. Nachdem er die Bundesstraße 92 zwischen Plauen und Steinsdorf kreuzt, zieht er sich östlich durch Feld- und Waldflächen Richtung Jößnitz. Dabei wird er zu einem Teich angestaut, der zur Fischzucht benutzt wird. Als er Mitte der 1980er Jahre angelegt wurde, war er auch zur Bewässerung der umliegenden LPG-Flächen vorgesehen.
Der Bach erreicht in Höhe des Poppenpöhl Jößnitz. Hier wurde neben der Hauptstraße eine Löschwasserentnahmestelle errichtet. Unterhalb des Schlosses von Jößnitz umfließt er den Park, in dem sich der Parkteich befindet, der von dessen Wasser gespeist wird.
Noch im Bereich der Parkanlage mündet der Sattelbach, welcher aus Richtung des Ortsteiles Oberjößnitz kommt, in den Kaltenbach. In einer tunnelartigen Bahnunterführung kreuzt er dann die Bahnstrecke Leipzig–Hof und bevor es in den Reißiger Stadtwald geht, fließt noch der Jößnitzbach hinzu. Im Wald speist der Kaltenbach dann den Mahlteich der für den Betrieb der Pfaffenmühle angelegt wurde. Durchs Nymphental fließt er südöstlich von Röttis vorbei an einem alten Stollenmundloch des Erzabbaus. Schließlich mündet der Kaltenbach an der Teufelskanzel in die Weiße Elster.